# Башкиров, Александр Иванович
Александр Иванович Башкиров (1885, Самарская губерния — после 1941) — делегат Всероссийского Учредительного собрания, эсер.

## Биография
Александр Башкиров родился в 1885 году в селе Козловка Самарской губернии в мещанской семье. В 1917 году он был избран в члены Учредительного собрания по Самарскому избирательному округу от эсеров и Совета крестьянских депутатов (список № 3). Участвовал в заседании Собрания от 5 января 1918 года, которое было разогнано.
Сведений о деятельности Александра Ивановича в период гражданской войны нет, в списках КОМУЧа его фамилия не найдена.
В советское время Башкиров работал товароведом в Куйбышеве. Он был арестован 13 июля 1941 года, а 3 октября Особым совещанием при НКВД СССР приговорен по статье 58-10 (контрреволюционная пропаганда или агитация) к 8 годам заключения в исправительно-трудовых лагерях.
Дальнейшая судьба Александра Башкирова неизвестна. Реабилитирован Куйбышевским областным судом 18 июля 1956 года.